# جبل خروفة
جبل خروفة جبل يقع بولاية باجة شمال غربي الجمهورية التونسية، يحده من الشرق بلدية وشتاتة - الجميلة حيث تبعد عن مدينة نفزة مركز المعتمدية 10 كلم إلى الشرق. يبلغ ارتفاعه 683 م. 

يحتوى الجبل على الحديقة الوطنية بجبل الخروفة والتي احدثت سنة 1993 بمساحة تقارب 250 هكتارا حيث تكمن أهمية هذه المحمية في موقعها الأوسط بين خمير ومقعد، وإعادة إدخال خيل مقعد فيها (حصان صغير القدّ وخفيف الوزن)، وفرة المجاري المائية، وجود غابة زان وفرنان مختلط بالصنوبر. وجود نبات مميّز : السرخس الملكي إضافة إلى وجود قطيع محترم من أيّل الأطلس. 
.